# Metoda (programowanie obiektowe)
Metoda – podprogram składowy klasy, którego zadaniem jest działanie na rzecz określonych elementów danej klasy lub klas z nią spokrewnionych (zob. też dziedziczenie).
Metody wiąże się z klasami głównie po to, aby uniknąć użycia podprogramów globalnych, które i tak nie zostaną użyte w celu innym niż na rzecz konkretnej klasy. Metody mają też szerokie zastosowanie w programowaniu obiektowo orientowanym, w postaci tzw. metod wirtualnych.

## Przykład metody wC++
```
 
class
 
Samochod

 
{

   
public
:

     
void
 
jedz
(
int
 
ile
)

     
{

       
przebieg
 
+=
 
ile
;

     
}

   
private
:

     
int
 
przebieg
;

 
};

```

Metodą jest tu void jedz(int ile). Wywołuje się ją jak każdy element składowy klasy, np. mojSamochod.jedz(50) spowoduje zmianę składowej przebieg obiektu o nazwie mojSamochod z klasy Samochod o 50.
Warto zauważyć, że w tym modelu to jedyna możliwość zmiany pola przebieg. Jest ono w części prywatnej klasy, więc przypisanie mojSamochod.przebieg += 50 poza tą klasą spowoduje błąd kompilacji.
Do metody konkretnej zdefiniowanej klasy lub obiektu można odwołać się za pomocą selekcji.